# Orebić
Orebić [ˈɔrɛbitɕ] anhörenⓘ (italienisch Sabbioncello) ist eine Kleinstadt auf der kroatischen Halbinsel Pelješac und gehört zur kroatischen Gespanschaft Dubrovnik-Neretva.

## Geographie
Die Stadt liegt an der Südseite der Halbinsel, geschützt durch den 961 m hohen Sveti Ilija (Heiliger Elias). Direkt gegenüber von Orebić befindet sich der wichtige Adria-Passagierhafen Korčula, zugleich von historischer Bedeutung. Orebić selbst besitzt einen Fährhafen zur Insel Korčula und entwickelt sich – mit einem der für Kroatien seltenen Sandstrände – wieder zu einem wichtigen Urlaubsziel in Süddalmatien.

## Sehenswürdigkeiten

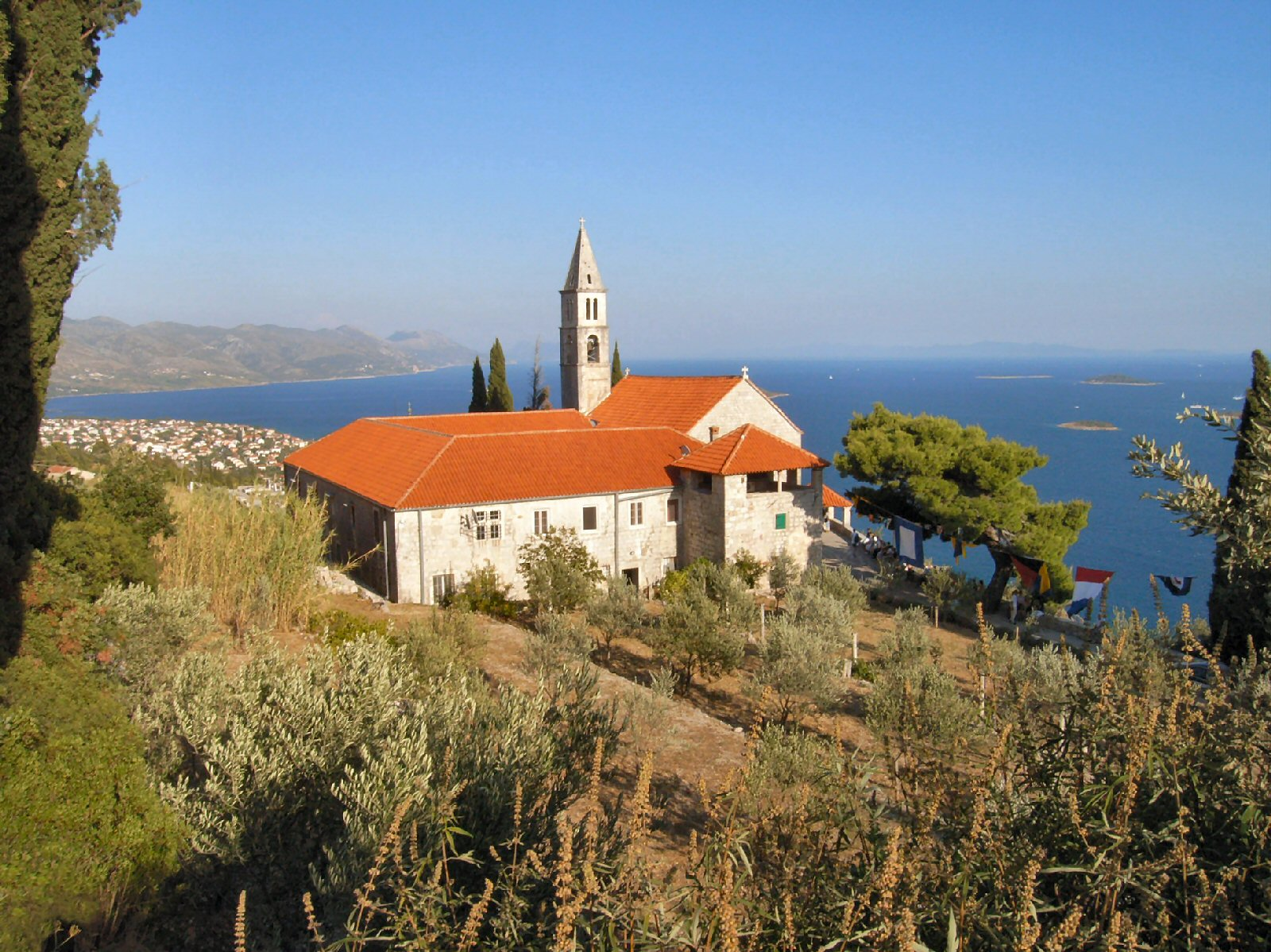
Franziskanerkloster mit der Kirche „Unsere Liebe Frau von den Engeln“

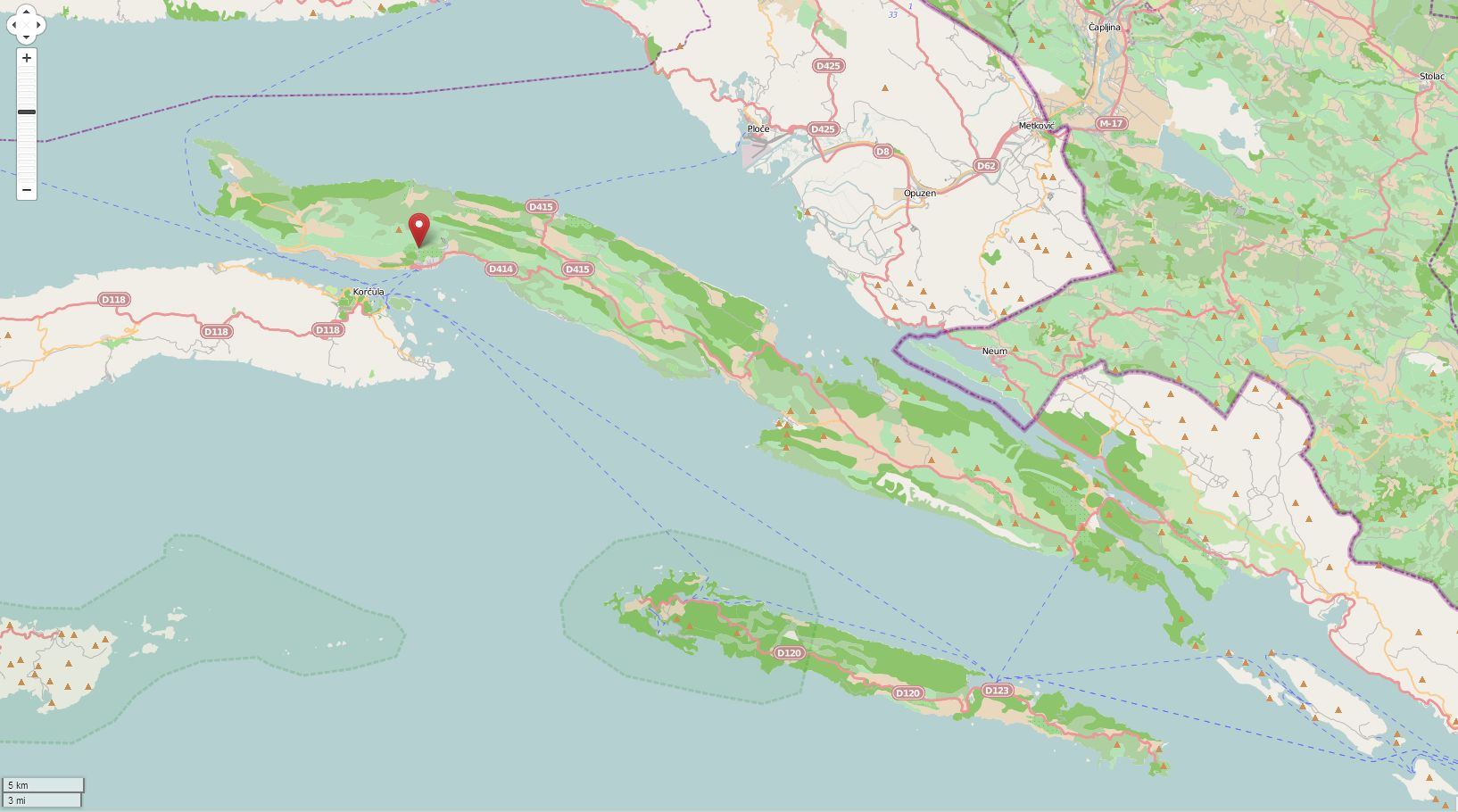
Orebić auf Pelješac

Oberhalb der Stadt im Ortsteil Podgorje befindet sich das Franziskanerkloster Unserer Lieben Frau von den Engeln, das Ende des 15. Jahrhunderts erbaut wurde und zu den bedeutendsten Aussichtspunkten der Region zählt. Von dort bietet sich ein Panoramablick über den Pelješac-Kanal und zur Insel Korčula. Das Klosterensemble mit Kirche, Glockenturm und Friedhof ist kulturhistorisch und architektonisch bedeutsam.
Im 19. Jahrhundert war Orebić Heimatstadt vieler bedeutender Kapitäne und hier hatte auch eine der größten Reedereien ihren Sitz, die Associazione Marittima di Sabioncello. Ein Seefahrtsmuseum erinnert auch an diese Zeit, in der Matrosen und Kapitäne auf Hoher See in aller Welt unterwegs waren, was auch heute noch der Fall ist. Die charakteristischen Frauentrachten aus Orebić zeigen unter anderem diese Beziehung zur Seefahrt. Die Trachten der Kapitänsfrauen gaben genauen Aufschluss über die soziale Stellung und den Reichtum ihres Ehepartners.

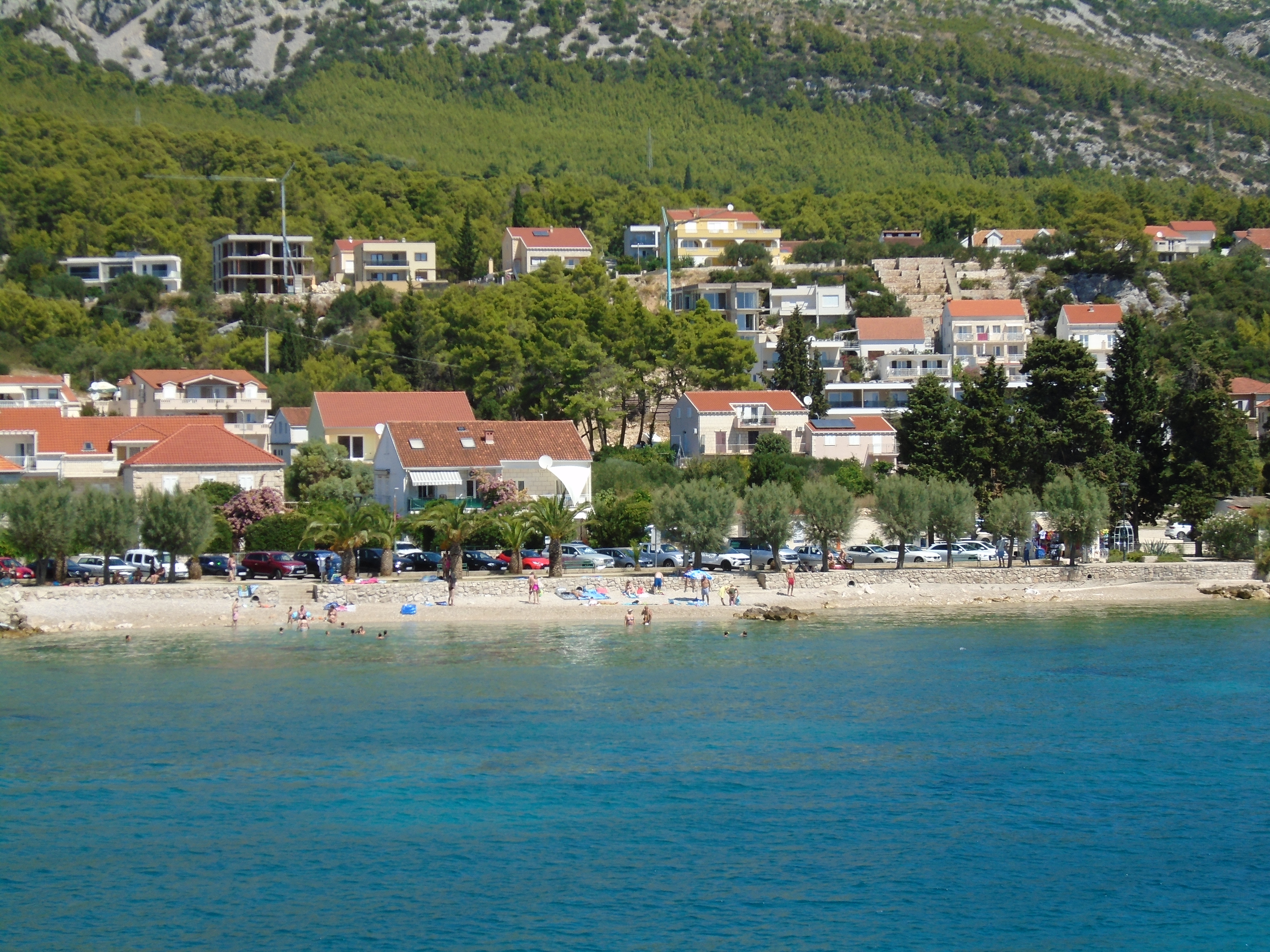
Strand in Orebić

## Umgebung
Orebić ist Ausgangspunkt für Exkursionen zum Gipfel des Sveti Ilija und zur Nakovana-Höhle (Spila Nakovana). Wegen der Lage (Halbinsel), bietet sich Orebic auch als Ausgangspunkt für Ausflüge zu den benachbarten Inseln Korčula, Mljet und Hvar und nach Ston, Dubrovnik und Narona / Vid an.

## Gemeinde
Zur Gemeinde Orebić gehören folgende Orte (Einwohner nach Census 2011):
| - Donja Banda, 149 Einwohner - Kučište, 212 Einwohner - Kuna Pelješka, 218 Einwohner - Lovište, 229 Einwohner - Nakovanj, 3 Einwohner - Orebić, 1968 Einwohner - Oskorušno, 100 Einwohner - Pijavičino, 113 Einwohner | - Podgorje, 172 Einwohner - Podobuče, 34 Einwohner - Potomje, 255 Einwohner - Stanković, 246 Einwohner - Trstenik, 116 Einwohner - Viganj, 280 Einwohner - Naknadno popisani, 6 Einwohner |

## Söhne und Töchter der Stadt
- Marija Tolj (* 1999), Leichtathletin